# Lizzie
Lizzie is een Amerikaanse biografische film uit 2018, geregisseerd door Craig William Macneill en gebaseerd op het waargebeurd verhaal over het leven van Lizzie Borden.

## Verhaal
Lizzie Andrew Borden (Chloë Sevigny) werd verdacht voor de moord op haar vader (Andrew Borden) en stiefmoeder (Abby Durfee Gray) die met een bijl om het leven werden gebracht op 4 augustus 1892 in Fall River, Massachusetts. De moorden, de rechtszaak en de daaropvolgende aandacht van de media zorgden voor een cause célèbre. 

## Rolverdeling
| Acteur          | Personage                         |
| --------------- | --------------------------------- |
| Chloë Sevigny   | Lizzie Borden                     |
| Kristen Stewart | Bridget "Maggie" Sullivan         |
| Jamey Sheridan  | Andrew Borden                     |
| Fiona Shaw      | Abby Borden                       |
| Kim Dickens     | Emma Borden                       |
| Jay Huguley     | William Henry Moody, aanklager    |
| Denis O'Hare    | John Morse, oom Lizzie en Emma    |
| Jeff Perry      | Andrew Jennings, Lizzies advocaat |

## Release
Lizzie ging op 19 januari 2018 in première op het Sundance Film Festival in de U.S. Dramatic Competition.